# Communauté de communes du Tonnerrois
La communauté de communes du Tonnerrois est une ancienne communauté de communes française, située dans le département de l'Yonne en région Bourgogne.
Créée le 29 décembre 2000, elle disparait le 1er janvier 2014. Ses communes membres sont alors intégrées à la communauté de communes Le Tonnerrois en Bourgogne.

## Composition
Elle est composée des communes suivantes :
| Nom                       | Code Insee | Gentilé            | Superficie (km2) | Population (dernière pop. légale) | Densité (hab./km2) |
| ------------------------- | ---------- | ------------------ | ---------------- | --------------------------------- | ------------------ |
| Tonnerre (siège)          | 89418      | Tonnerrois         | 58,27            | 4 759 (2014)                      | 82                 |
| Arthonnay                 | 89019      | Arthonnaisiens     | 25,50            | 170 (2014)                        | 6,7                |
| Baon                      | 89028      | Baonois            | 8,57             | 78 (2014)                         | 9,1                |
| Béru                      | 89039      |                    | 5,17             | 78 (2014)                         | 15                 |
| Collan                    | 89112      | Collanois          | 13,16            | 179 (2014)                        | 14                 |
| Cruzy-le-Châtel           | 89131      | Cruzéens           | 59,52            | 285 (2014)                        | 4,8                |
| Épineuil                  | 89153      |                    | 6,21             | 607 (2014)                        | 98                 |
| Gigny                     | 89187      |                    | 10,77            | 98 (2014)                         | 9,1                |
| Gland                     | 89191      | Glandinois         | 16,67            | 36 (2014)                         | 2,2                |
| Junay                     | 89211      |                    | 3,63             | 91 (2014)                         | 25                 |
| Mélisey                   | 89247      |                    | 22,17            | 272 (2014)                        | 12                 |
| Molosmes                  | 89262      | Molosmiers         | 24,51            | 176 (2014)                        | 7,2                |
| Pimelles                  | 89299      | Pimellois          | 9,91             | 60 (2014)                         | 6,1                |
| Quincerot                 | 89320      |                    | 9,91             | 54 (2014)                         | 5,4                |
| Roffey                    | 89323      |                    | 8,55             | 144 (2014)                        | 17                 |
| Rugny                     | 89329      | Ruinois            | 13,89            | 80 (2014)                         | 5,8                |
| Saint-Martin-sur-Armançon | 89355      | Armançon-Martinois | 14,11            | 129 (2014)                        | 9,1                |
| Sennevoy-le-Bas           | 89385      |                    | 8,69             | 97 (2014)                         | 11                 |
| Sennevoy-le-Haut          | 89386      | Sennevoysiens      | 8,84             | 112 (2014)                        | 13                 |
| Serrigny                  | 89393      | Serrignais         | 7,50             | 116 (2014)                        | 15                 |
| Tanlay                    | 89407      | Tanlaysiens        | 38,66            | 1 039 (2014)                      | 27                 |
| Thorey                    | 89413      |                    | 6,93             | 36 (2014)                         | 5,2                |
| Tissey                    | 89417      |                    | 5,97             | 101 (2014)                        | 17                 |
| Trichey                   | 89422      | Trichotins         | 6,61             | 40 (2014)                         | 6,1                |
| Tronchoy                  | 89423      | Tronconnais        | 6,59             | 129 (2014)                        | 20                 |
| Vézannes                  | 89445      |                    | 9,01             | 46 (2014)                         | 5,1                |
| Vézinnes                  | 89447      |                    | 6,30             | 174 (2014)                        | 28                 |
| Villon                    | 89475      | Villonnais         | 9,42             | 102 (2014)                        | 11                 |
| Viviers                   | 89482      |                    | 9,18             | 134 (2014)                        | 15                 |
| Yrouerre                  | 89486      | Irratoriens        | 14,28            | 171 (2014)                        | 12                 |

## Compétences
- Collecte et traitement des déchets des ménages et déchets assimilés
- Politique du cadre de vie
- Protection et mise en valeur de l'environnement
- Action sociale
- Création, aménagement, entretien et gestion de zone d'activités industrielle, commerciale, tertiaire, artisanale ou touristique
- Action de développement économique (Soutien des activités industrielles, commerciales ou de l'emploi, Soutien des activités agricoles et forestières...)
- Tourisme
- Construction ou aménagement, entretien, gestion d'équipements ou d'établissements culturels, socioculturels, socioéducatifs, sportifs
- Création et réalisation de zone d'aménagement concertée (ZAC)
- Organisation des transports non urbains
- Amélioration du parc immobilier bâti d'intérêt communautaire
- Préfiguration et fonctionnement des Pays
- Autres

## Autres adhésions
- Syndicat mixte de la fourrière animale du centre Yonne
- Syndicat Intercommunal d'aide à l'équipement des communes et à l'aménagement du Tonnerrois (S.I.E.C.A.T. - Pays du Tonnerrois)

## Histoire
La communauté de communes a été créée le 29 décembre 2000.

### Sources
- Le SPLAF (Site sur la Population et les Limites Administratives de la France)
- La base ASPIC
- Site Non Officiel de la Communauté de Communes du Tonnerrois